# Kahina Bahloul
Kahina Bahloul (ur. 5 marca 1979 w Paryżu) – francuska islamoznawczyni i imamka, reprezentantka liberalnego nurtu w islamie.
Urodziła się w 1979 roku w Paryżu w rodzinie Algierczyka i Francuzki; jej babka od strony matki była polską Żydówką, a dziadek francuskim katolikiem.
Śmierć ojca spowodowała jej zbliżenie się do sufizmu i zaangażowanie się w działalność religijną. Jest prezeską stowarzyszenia L'association pour la renaissance de l'islam mutazilite (ARIM) działającego na rzecz odrodzenia się mutazylizmu. W 2019 ogłosiła się pierwszą francuską imamką.